# ادی سنیور
ادی سنیور (فرانسوی: Eddy Seigneur‎؛ زادهٔ ۱۵ فوریهٔ ۱۹۶۹) دوچرخه‌سوار اهل فرانسه است.
از باشگاه‌هایی که در آن رکاب زده‌است می‌توان به تیم دوچرخه‌سواری کردیت اگریکول اشاره کرد.